# Andrzej Rzeźniczak

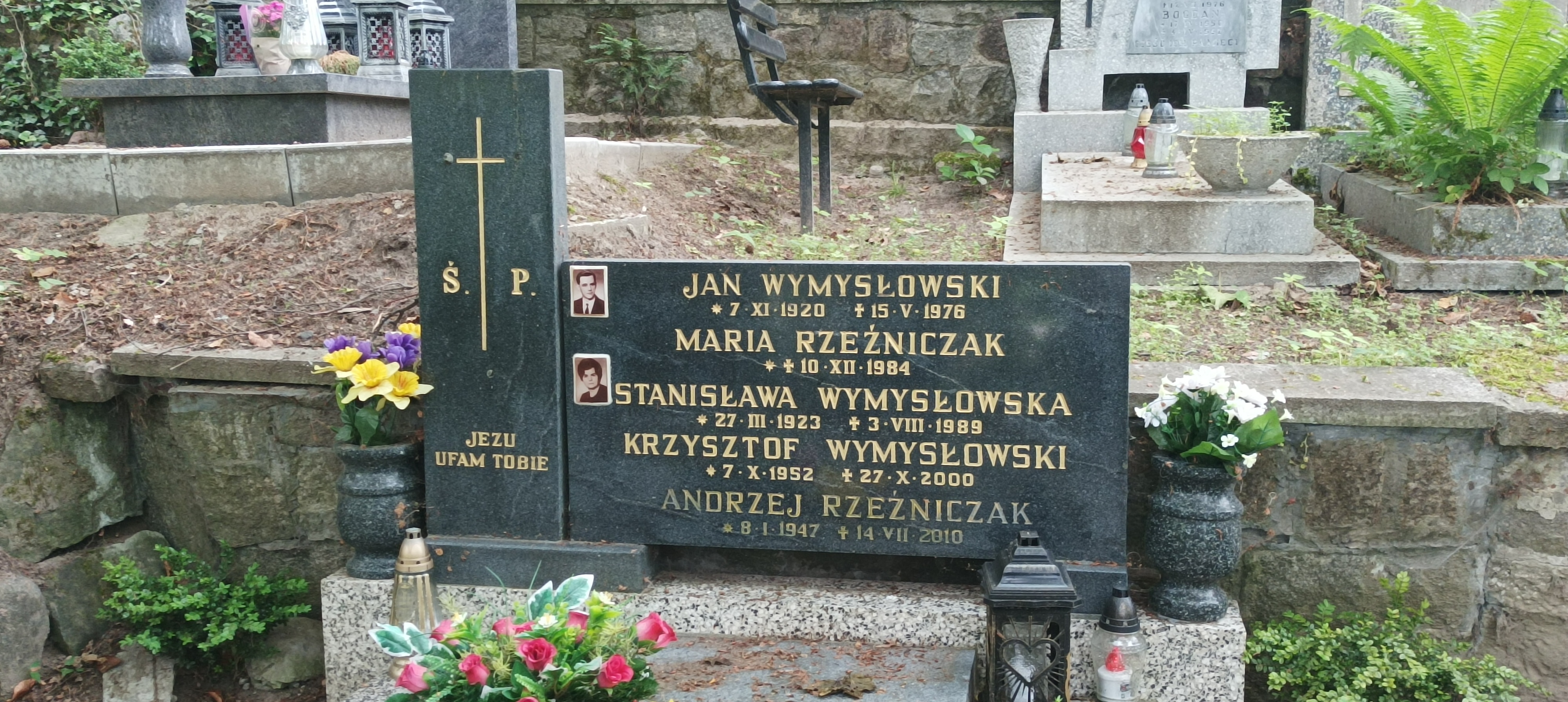
Grób Andrzeja Rzeźniczaka na cmentarzu Srebrzysko

Andrzej Rzeźniczak (ur. 8 stycznia 1947 w Gdańsku, zm. 14 lipca 2010 w Chojnicach) – polski rzemieślnik i przedsiębiorca, senator RP II kadencji (1991–1993).

## Życiorys
Ukończył Technikum Chłodnicze w Gdyni. W czasach PRL prowadził własną działalność gospodarczą, był m.in. właścicielem zakładu gastronomicznego w Charzykowach, 46-hektarowego gospodarstwa z tysiącem świń, zakładu cukierniczego w Gdańsku oraz rzemieślniczego w Tucholi (produkcja słonych paluszków), jak również współwłaścicielem spółki „Tarex” w Chojnicach. W 1989 założył Prywatną Agencję Lokacyjną.
W wyborach w 1989 bez powodzenia ubiegał się o mandat senatorski w województwie bydgoskim (uzyskał 5. miejsce wśród 23 kandydatów). W 1991 został senatorem RP II kadencji z ramienia Kongresu Liberalno-Demokratycznego w tymże województwie. Był członkiem Komisji Polityki Gospodarczej.
W 1991 został nagrodzony tytułem „Biznesmena Roku”. Dwukrotnie znalazł się w rankingu 100 najbogatszych Polaków tygodnika „Wprost”. Po wygaśnięciu immunitetu w czerwcu 1993 prokurator przedstawił mu zarzuty prowadzenia nielegalnej działalności bankowej i wyłudzania kredytów, a sprawa po czterech latach trafiła do sądu (proces w tej sprawie rozpoczął się w 1999). Ostatecznie Andrzej Rzeźniczak został skazany na karę 5 lat pozbawienia wolności i 40 tys. zł grzywny przez Sąd Okręgowy w Bydgoszczy. Wyrok ten utrzymał w mocy Sąd Apelacyjny w Gdańsku. Od uprawomocnienia się wyroku Andrzej Rzeźniczak ukrywał się przed wymiarem sprawiedliwości. Został ujęty po 6 latach, 18 marca 2010, w Gdańsku. Zmarł w areszcie śledczym w Chojnicach w wyniku niewydolności układu oddechowo-krążeniowego.
Pochowany na cmentarzu Srebrzysko (sektor VII, taras VII/1/29).